# Sen Sok
Sen Sok é um dos nove distritos (Khan) da cidade de Phnom Penh, capital do Camboja. O distrito está ao oeste de Phnom Penh. É subdividido em 3 Sangkats. Ele pertenceu a Província de Kandal. De acordo com o censo do Camboja de 1998, tinha uma população de 147.967 habitantes.